# HD 139460
HD 139460，又名BD-08 4031，SAO 140671、HR 5815，是一颗恒星，视星等为6.5，位于銀經357.31，銀緯35.87，其B1900.0坐标为赤經15h 33m 16s，赤緯-8° 35.87′ 0″。